# Fugger család

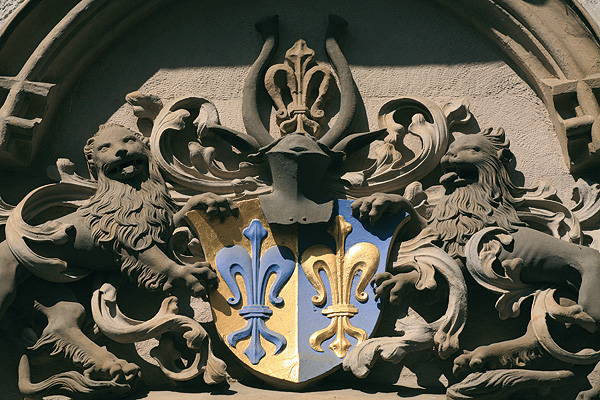
A Fugger család címere

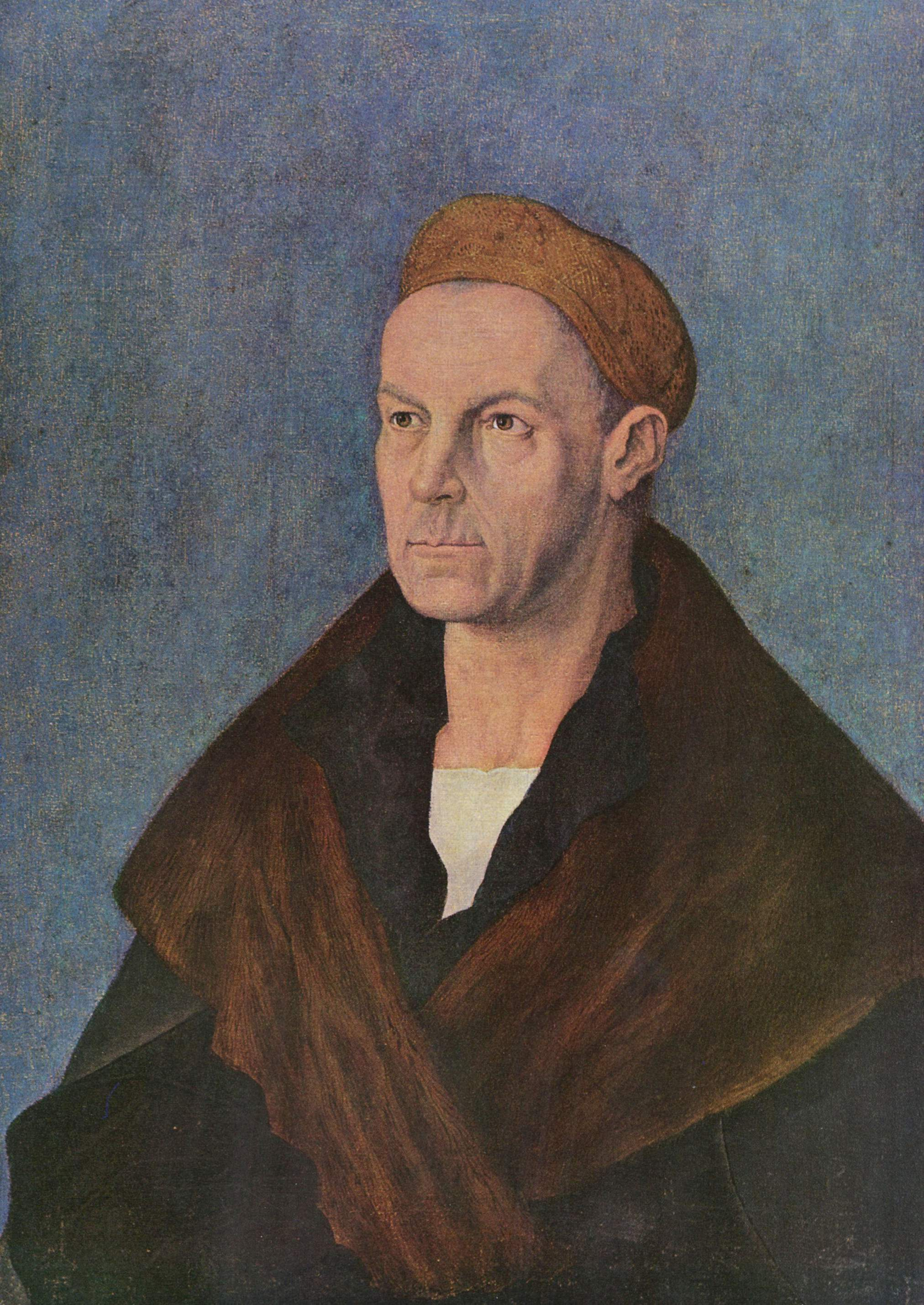
Fugger Jakab

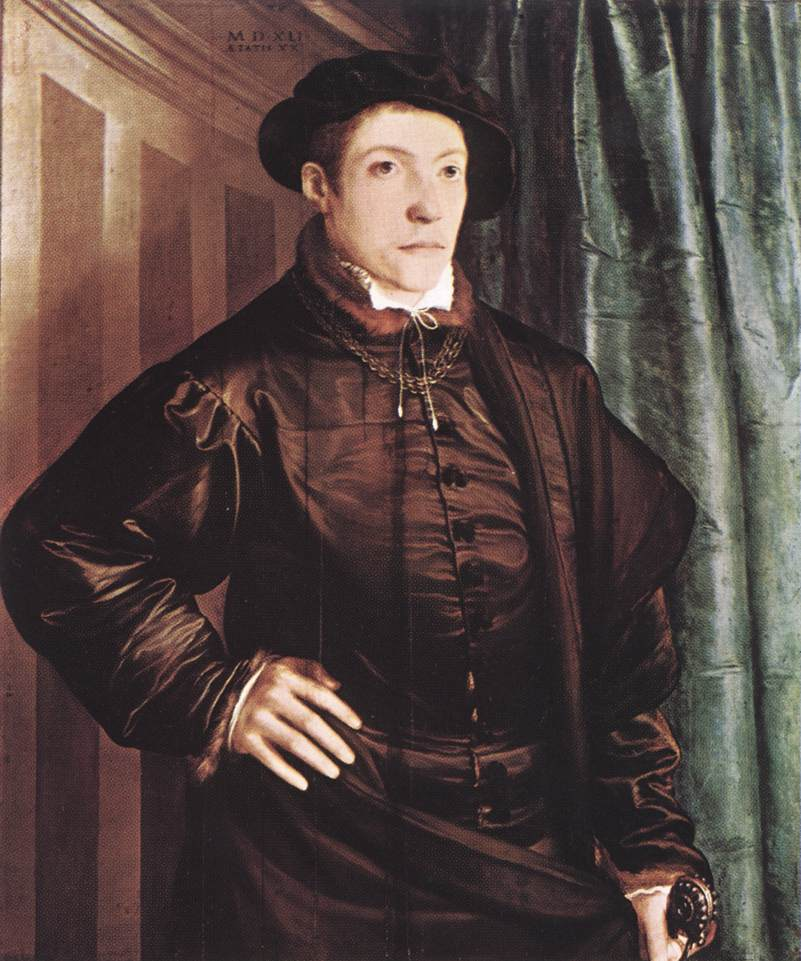
Fugger Kristóf

A Fugger család a középkori és kora újkori Európa meghatározó bankár-kereskedő családja volt.

## Történetük
A család, illetve a vállalkozásuk központja a dél-német Augsburg városa volt. A dinasztia alapítója Hans Fugger, aki szegény falusi földművesként egy takács lányát vette el és költözött Augsburgba. A takácsüzemeket kb 150 évig megtartották. Másfélszáz év múlva leszármazottai kezében volt a Német-római Birodalom vagyonának körülbelül egytizede.
A gazdasági befolyáshoz növekvő mértékű politikai befolyás társult. A 15-16. századi Európában sem pápa, sem császárválasztás az ő megkerülésükkel nem történhetett. Fugger Jakab (1459-1525) és Fugger Antal (1493-1560) leghíresebb ilyen irányú tranzakciói közé tartozik az 1519. évi császárválasztás, amikor az általuk biztosított kölcsönnek köszönhetően foglalhatta el a császári trónt V. (Habsburg) Károly, kiszorítva ezzel a cím másik aspiránsát, a francia Valois Ferenc királyt. Áttételesen a reformáció kirobbanásához is hozzájárultak, hiszen Albert mainzi érsek a tőlük felvett kölcsön törlesztésére rendelte el pápai jóváhagyással a búcsúcédulák árusítását német területen, ami ellen Luther Márton 1517. október 31-én a híressé vált 95 tézissel tiltakozott. A kortárs Ulrich von Hutten például így írt róluk: „A Fuggerek megérdemlik, hogy a kurtizánok fejedelmének nevezzék őket. (…) Felállították piaci standjukat, és amit megvásárolnak a pápától, azt később jóval drágábban adják tovább, nemcsak egyházi javadalmakat, hanem tartós kegyeket is; bullákat árulnak, diszpenziumok mennek át bankjukon, és ha a Fuggerek barátaid, mi sem könnyebb annál, mint hogy papi hivatalhoz juss. (…) Egyedül őnáluk érhető el minden Rómában.”
A Fuggerek tevékenysége is okolható a Németországban a 16. század eleje után egyre-másra kirobbanó társadalmi konfliktusokért.
A család érdekeltségei nem csupán a kora újkori bankszektorra terjedtek ki, kezükben tartották a korabeli Európa bányászatának, érckereskedelmének jelentős részét, így Magyarországon Jacob Fugger Thurzó János bányavállalkozóval társulva megszerezte a felvidéki kiaknázatlan bányák egész sorát, és tőkéjét párosítva Thurzó szakértelmével (ő tudta, hogyan lehet a rézbányákat ezüst kinyerésére is felhasználni) hámorokat, feldolgozó üzemeket létesítettek, új tárnákat nyitottak és fellendítették a felvidéki rézbányászatot. Amikor II. Lajos a bányákat saját kezelésébe vette, ők pénzügyi blokáddal válaszoltak (1525-26). Ezt követően visszatérhettek, de a bizonytalan politikai viszonyok miatt 1547 után végleg kivonultak az országból. Ennek hatására a felvidéki rézbányászat tőkehiány miatt visszaesett. A Magyarországon a rendszerváltás után, főként az interneten szárnyra kapó legendák – mint például a Fuggerek állítólagos "zsidó eredete" és döntő jelentőségük a mohácsi katasztrófában – teljesen alaptalanok. Ugyanakkor ténykedésük körül kialakult negatív közhangulatot jellemzi, hogy a magyar nyelv „fukar” szava a család nevéből származik. Jakob Fugger az 1520-as években Augsburgban létrehozta a Fuggereit, az újkori történelem első szociális lakótelepét. Ez egyébként a mai napig működik.
A pápák egyik bankházaként is funkcionáltak 1476-tól a Fuggerek, akiknek hírnevét és vagyonát az 1459-ben született Jakob Fugger alapozta meg. Őt először papi pályára küldték, de később, több fivére elhunytával, bevonták a családi cégbe. Akkoriban a Fuggerek már a fél világgal kereskedtek. Az egyik báty, Ulrich ráadásul nagyvonalúan kisegítette az Augsburgban tartózkodó III. Frigyes német-római császárt és fiát, Miksát. A Habsburgok jóindulata nem egy későbbi ügyletben fialt. Jakob 1488-ban megszerezte a tiroli ezüstbányák kitermelési jogát. Ettől kezdve nagyban játszott: Miksából előbb királyt csinált, aztán annyi pénzt adott a Habsburgoknak, hogy megvehették a választófejedelmek kegyét és ezzel a német-római császári koronát, – előbb Miksának (1508), aztán unokájának, a spanyol trónon addig csak királykodó (császárként V.) Károlynak (1519). 1500-tól a Fuggerek pápai bankházként részt vesznek a hírhedt búcsúlevelek forgalmazásában, 1503-tól ők verik a pénzt a pápának, 1524-ig összesen 64-féle érmét – cserébe ők finanszírozzák a pápai testőrséget, a svájci gárdát. Amikor tézisei miatt Luther Mártont a pápát képviselő Kajetán bíboros elé idézik, az augsburgi Fugger-házak szolgálnak az esemény színhelyéül. Ezt a reformátor nem felejti el: kereskedőellenes beszédeiben mindig szentel néhány név szerinti kirohanást a Fuggereknek.
A Fugger-birodalom 1546-ban – ekkor már Anton Fugger „ügyvezetésével” – van zenitjén. Mivel azonban a Fuggerek változatlanul kölcsönöznek a Habsburg-ház spanyol ágának is, ugyancsak megtépázzák őket a sorozatos spanyol államcsődök. Amikor 1618-ban kitör a harmincéves háború, a vagyon nagy részét már ingatlanokba mentették: földbirtok, erdő, legelő, kastély és házak, vizek és mezők. Kivonulnak Spanyolországból, lemondanak a tiroli bányajogokról, felszámolják filiáléikat – végül 1658-ban magát a céget is. Jól megélnek birtokaikból is, csak már nem állnak rivaldafényben.
Napjainkban a jórészt grófi és hercegi címeket viselő Fuggerek birtokaikkal vagy a kastélyaik révén kézenfekvő idegenforgalommal foglalatoskodnak, netán polgári pályákra léptek. Ami összeköti őket, az a Fugger-alapítványhalmaz, amelynek szeniorátusába minden ág a maga doyenjét delegálja. Valamint a Fürst Fugger Privatbank – a délnémet régió egyetlen cum laude minősítésű pénzintézete –, amelynek székházán és papírjain máig ott virít az elsőként elnyert nemesi címer, a kettős liliom.

## Újításuk
Vállalkozásaikban ők vezették be a hármas könyvelés rendszerét, a cég főkönyvelője Matthäus Schwarz „Könyvelési minta” címmel írt könyve évszázadokig a kereskedelmi-pénzügyi szakma megkerülhetetlen alapművének számított.
Ma is eredeti alapító okirata szerint működik Augsburgban a világ legrégibb szociális települése, amelyet a 16. században alapítottak a Fuggerek – bűntudatuk csillapítására.

## Hírszolgálatuk
Korukat jóval megelőzve ismerték fel az információszerzés fontosságát. Jakob Fugger magánhírszolgálatot hozott létre, fizetett ügynököket alkalmazott, akik a minden jelentősebb európai városban meglévő fugger képviseleten keresztül (Faktoriák) juttatták el híreiket az augsburgi központba. (A különösen fontos híreket tükrök segítségével továbbították.) Később, a nyomtatás előnyeit kihasználva, a legfontosabb híreket publikálták, így lényegében a modern kori újságírás elindítói is ők voltak.
Ismert szoros összefonódásuk a Habsburg-házzal. Később ez a kapcsolat a házra nézve végzetesnek bizonyult, a kellő politikai hatalom megszerzése után a Habsburgok már kevés hajlandóságot mutattak a kölcsönök visszafizetésére, így a ma élő Fugger leszármazottak számítása szerint a családnak a Habsburgok mai áron számítva kb. 120 milliárd euró körüli összeggel tartoznak.